# Aeroportul Wiscasset
Aeroportul Wiscasset (IATA: ISS, ICAO: KIWI, FAA LID: IWI) este un aeroport din Maine, Statele Unite ale Americii. Aeroportul a fost tranzitat în 2019 de 20 de pasageri.
Situat la o altitudine de 21 m, aeroportul dispune de 1 pistă.

## Infrastructură

### Piste
Aeroportul dispune de o singură pistă. Pista 7/25 are suprafața de asfalt și dimensiunile 3.397 picioare × 75 picioare. 